# Medoveț, Varna
Medoveț (în bulgară Медовец) este un sat în comuna Dălgopol, regiunea Varna,  Bulgaria. 

## Demografie
Componența etnică a satului Medoveț
     Turci (98,83%)
     Nicio identificare (0,52%)
     Altele (0,64%)
La recensământul din 2011, populația satului Medoveț era de 1.717 locuitori. Din punct de vedere etnic, majoritatea locuitorilor (98,83%) erau turci. Pentru 0,52% din locuitori nu este cunoscută apartenența etnică.